# Stadionul Depou CFR
Stadionul Depou CFR este un stadion de fotbal din Craiova. Deține o capacitate de 3000 de locuri, precum și gazon de iarbă naturală. A găzduit echipa CFR Craiova din 1947 până în 2007, iar după fuziunea echipei cu Gaz Metan Podari, a fost stadionul de acasă al echipei CS Turnu Severin până în 2012.
În prezent, stadionul este folosit pentru antrenamentele echipelor de tineret ale FCU Craiova. 